# Friedrich Egloffstein

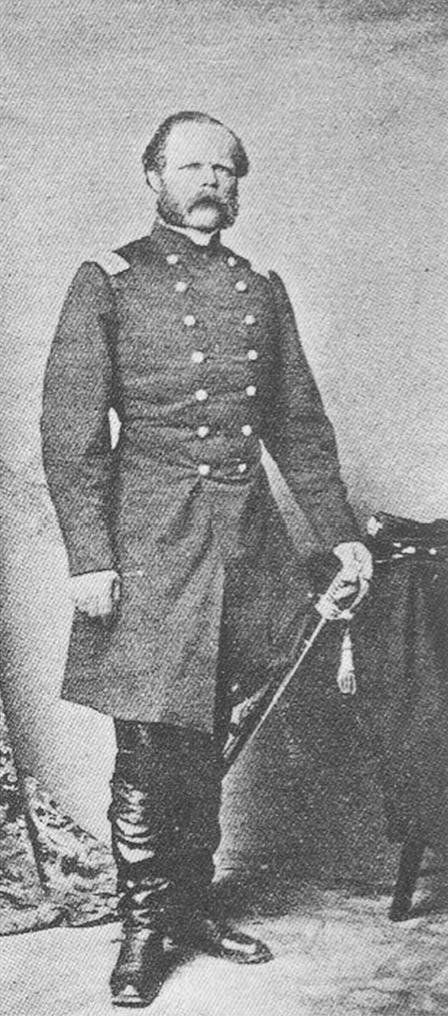
Friedrich Wilhelm Freiherr von Egloffstein, Oberst 103rd New York Volunteer Infantry, 1861/62

Friedrich Wilhelm Freiherr von Egloffstein (* 18. Mai 1824 in Altdorf; † 1898) war ein Topographiezeichner, Kartenmaler und Kupferstecher aus der Obermännischen Linie des fränkischen Adelsgeschlechts Egloffstein.

## Herkunft
Seine Eltern waren der Freiherr Wilhelm (VI.) Georg Friedrich Christian Heinrich von Egloffstein (* 19. August 1775; † 6. Oktober 1859) und dessen zweiter Ehefrau der Marquise Caroline von Montperny (1799–1860). Friedrich Wilhelm war das 6. Kind dieser Ehe.

## Leben

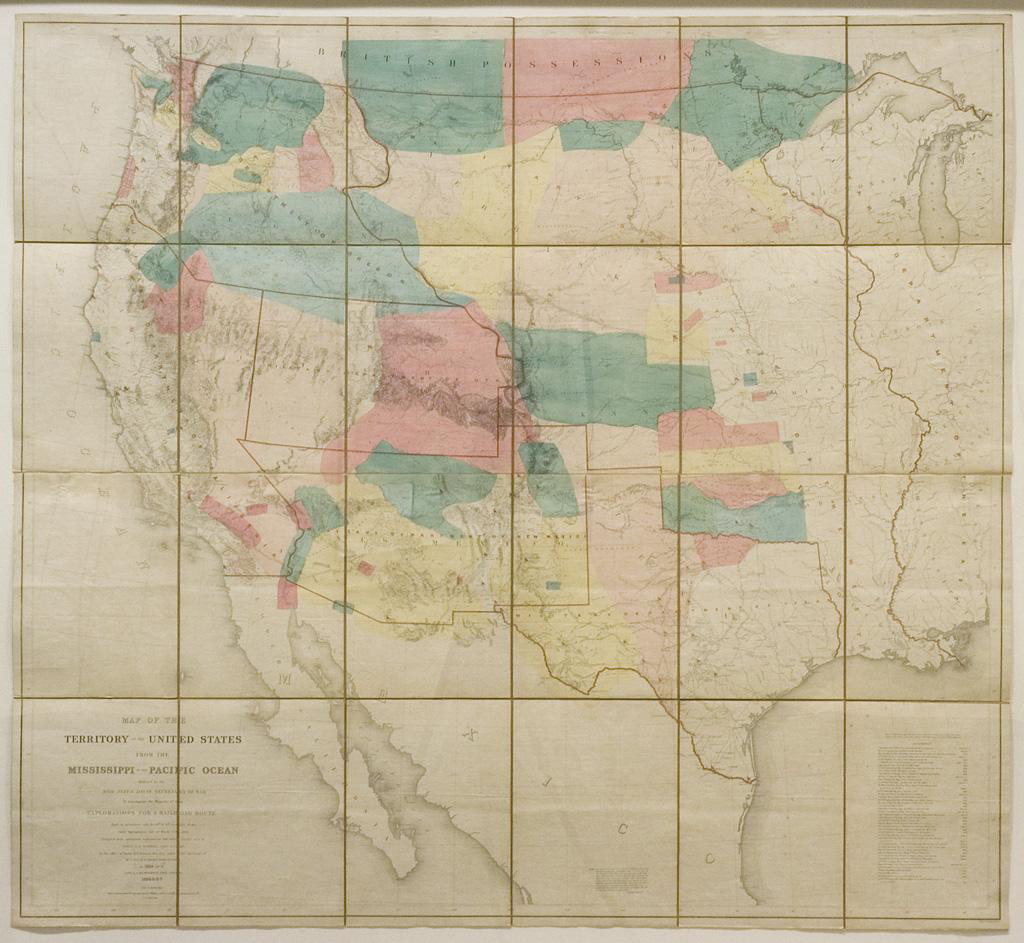
Warren, Freyhold, und Egloffstein, Map of the Territory of the United States from the Mississippi to the Pacific Ocean, 1857

Vor 1853 wanderte Friedrich von Egloffstein zu Forschungszwecken in die USA aus, wo er an verschiedenen Expeditionen teilnahm. 1858 war er bei der Expedition, die den Colorado River entdeckte und an der auch Balduin Möllhausen teilnahm. In den jeweiligen Expeditionsberichten wurden die Zeichnungen Egloffsteins veröffentlicht.
Friedrich von Egloffstein machte sich als Topographiezeichner und Kartenmaler einen Namen, war aber auch als Zeichner und Stecher tätig. Bis 1865 war er als Soldat im Sezessionskrieg beteiligt. Danach lebte er bis 1873 in New York, wo er sich an der Weiterentwicklung des Halbtonverfahrens in der Stichtechnik beteiligte.

## Familie
Er heiratete Irmgard von Kiesenwetter (1829–1903). Das Paar hatte mehrere Kinder:
- Frieda Adelheid (* 23. August 1851)
- Friedrich Wilhelm Friedrich Ernst (* 26. Juni 1855)
- Philipp (* 1867)
- Magdalena Elisabeth (* 15. Oktober 1871)